# Kádnikov
Kádnikov (en ruso: Ка́дников) es una ciudad rusa, perteneciente al ókrug municipal de Sókol de la óblast de Vólogda. Está situada a orillas del río Sodima (un afluente del Dvina Septentrional), a 43 km al nordeste de Vólogda y a 13 km al nordeste de Sókol.
En 2023, la ciudad tenía una población de 4022 habitantes.

## Historia
Kádnikov fue fundada en 1492 como un puesto de patrullas para la protección de la ruta comercial al norte de Moscú. El nombre de la localidad deriva del antiguo nombre de oficio ruso kádnik (posiblemente "tonelero"), lo que apunta al asentamiento de estos artesanos en el pueblo.
Progresivamente, el pueblo de Kádnikovskaya se fue convirtiendo en el asentamiento más grande del distrito, por lo que recibió el estatus de ciudad en 1780, en el curso de una reforma administrativa que la hizo centro administrativo de un uyezd de la guberniya de Vólogda del Imperio ruso. Sin embargo, la construcción del ferrocarril entre Vólogda y Arcángel evitó el paso por Kádnikov, lo que supuso la pérdida de importancia económica de la ciudad, que han ganado otras localidades como Sókol.
Antes de que el raión de Sókol se constituyera en ókrug municipal en 2022, Kádnikov tenía su propio ayuntamiento urbano, que incluía como pedanías las aldeas de Zamoshye, Bolshoye Seló, Sosnóvaya Roshcha y Podolnoye, junto con otras 34 localidades rurales despobladas o casi despobladas.

## Demografía
| 1897 | 1926 | 1939 | 1959 | 1970 | 1979 | 1989 | 2002 | 2008 |
| ---- | ---- | ---- | ---- | ---- | ---- | ---- | ---- | ---- |
| 2400 | 2300 | 3200 | 3200 | 3500 | 5300 | 5300 | 5362 | 4966 |

## Cultura y lugares de interés
El casco antiguo alrededor de la calle Rosa Luxemburgo está estampado de antiguas casas de madera. El museo histórico de la ciudad, la capilla Grigori Pelshemski así como la iglesia de San Elías (siglo XVII, cinco cúpulas, un campanario y un cementerio amurallado, a 3 km de la ciudad, en el llamado Ilinski pogost), son los lugares más importantes de Kádnikov.

## Economía y transporte
La principal actividad económica en Kádnikov es la agricultura. La compañía industrial más importante es la fábrica de comida Vologodski conocida por sus patatas chips. Existen conexiones por autocar a las ciudades más grandes del óblast y a Arcángel y por sus alrededores pasa la M8. El ferrocarril más cercano está cerca de Sókol, a 20 km.